# Trialeurodes abutiloneus
Trialeurodes abutiloneus es un hemíptero de la familia Aleyrodidae, con una subfamilia: Aleyrodinae. Fue descrita científicamente por primera vez por Martin en 2005.
Son vectores de virus, Crinivirus.